# Bliznaci (obwód Szumen)
Bliznaci (bułg. Близнаци) – wieś w Bułgarii, w obwodzie Szumen, w gminie Chitrino. W 2024 roku liczyła 206 mieszkańców.